# Omealca
Omealca är en ort i Mexiko.   Den ligger i kommunen Omealca och delstaten Veracruz, i den sydöstra delen av landet, 260 km öster om huvudstaden Mexico City. Omealca ligger 423 meter över havet och antalet invånare är 3 818.
Terrängen runt Omealca är varierad. Runt Omealca är det ganska tätbefolkat, med 100 invånare per kvadratkilometer. Närmaste större samhälle är Cuitláhuac, 9,8 km nordost om Omealca. I omgivningarna runt Omealca växer i huvudsak städsegrön lövskog.